# Municipio de Taber
El municipio de Taber (en inglés: Taber Township) es un municipio ubicado en el condado de St. Clair en el estado estadounidense de Misuri. En el año 2010 tenía una población de 190 habitantes y una densidad poblacional de 1,89 personas por km².

## Geografía
El municipio de Taber se encuentra ubicado en las coordenadas 38°3′16″N 93°58′58″O / 38.05444, -93.98278. Según la Oficina del Censo de los Estados Unidos, el municipio tiene una superficie total de 100.72 km², de la cual 99,01 km² corresponden a tierra firme y (1,69 %) 1,7 km² es agua.

## Demografía
Según el censo de 2010, había 190 personas residiendo en el municipio de Taber. La densidad de población era de 1,89 hab./km². De los 190 habitantes, el municipio de Taber estaba compuesto por el 95,26 % blancos, el 1,58 % eran amerindios, el 0,53 % eran de otras razas y el 2,63 % eran de una mezcla de razas. Del total de la población el 0,53 % eran hispanos o latinos de cualquier raza.